# Olympische Jugend-Sommerspiele 2018/Teilnehmer (Usbekistan)
| Gelbes Symbol für Goldmedaillen mit stilisierten Olympischen Ringen | Graues Symbol für Silbermedaillen mit stilisierten Olympischen Ringen | Braundes Symbol für Bronzemedaillen mit stilisierten Olympischen Ringen |
| ------------------------------------------------------------------- | --------------------------------------------------------------------- | ----------------------------------------------------------------------- |
| 4                                                                   | 5                                                                     | 5                                                                       |

Die Jugend-Olympiamannschaft aus Usbekistan für die III. Olympischen Jugend-Sommerspiele vom 6. bis 18. Oktober 2018 in Buenos Aires (Argentinien) bestand aus 37 Athleten.

## Athleten nach Sportarten

### Boxen
| Mädchen - Khursandoy Kholmatova Fliegengewicht: 5. Platz | Jungen - Abdumalik Xaloqov Bantamgewicht: Gold - Jahongir Rahmonov Weltergewicht: Bronze - Timur Merjanow Halbschwergewicht: Bronze |

### Gewichtheben
| Mädchen - Kumushxon Fayzullaeva Schwergewicht: Gold - Dolera Davronova Superschwergewicht: Silber | Jungen - Mukhammadkodir Toshtemirov Mittelgewicht: Silber |

### Judo
| Mädchen - Nilufar Ermaganbetova Klasse bis 52 kg: Bronze Mixed: 5. Platz (im Team Nanjing) | Jungen - Dzhaykhunbek Nazarov Klasse bis 66 kg: 5. Platz Mixed: Gold (im Team Peking) |

### Kanu
| Mädchen - Gulbakhor Fayzieva Kanu-Einer Sprint: Gold Kanu-Einer Slalom: 9. Platz | Jungen - Sherzod Khakimjonov Kajak-Einer Sprint: 5. Platz Kajak-Einer Slalom: 14. Platz - Islomjon Abdusalomov Kanu-Einer Sprint: Silber Kanu-Einer Slalom: disqualifiziert (Vorlauf) |

### Karate
Mädchen
- Dildora Alikulova
Kumite bis 53 kg: Bronze

### Leichtathletik
| Mädchen - Roksana Xudoyorova Dreisprung: 4. Platz - Rigina Adashbayeva Hammerwurf: 4. Platz | Jungen - Islam Sibagatullin Dreisprung: 12. Platz - Umidjon Khasanov Hammerwurf: 7. Platz |

### Reiten
- Abdushukur Sobirjonov
Springen Einzel: 17. Platz
Springen Mannschaft: 6. Platz (im Team Asien)

### Ringen
| Mädchen - Shokhida Akhmedova Freistil bis 49 kg: Silber - Svetlana Oknazarova Freistil bis 73 kg: 6. Platz | Jungen - Umidjon Jalolov Freistil bis 48 kg: Gold - Mukhammadrasul Rakhimov Freistil bis 88 kg: Bronze |

### Rudern
| Mädchen - Luizakhon Islomova Einer: 4. Platz | Jungen - Davrjon Davronov - Evgeniy Agafonov Zweier: 4. Platz |

### Schießen
Mädchen
- Zaynab Pardabaeva
Luftgewehr 10 m: 20. Platz
Mixed: 9. Platz (mit Grigorii Shamakov  Russland)

### Schwimmen
- 4 × 100 m Lagen Mixed: 26. Platz

| Mädchen - Natalya Kritinina 50 m Freistil: 27. Platz 100 m Freistil: 37. Platz - Bibigul Menlibayeva 50 m Brust: 34. Platz 100 m Brust: 44. Platz | Jungen - Akhmadjon Umurov 50 m Freistil: 32. Platz 100 m Freistil: 33. Platz - Aleksey Sidorchuk 50 m Brust: 17. Platz 100 m Brust: 20. Platz |

### Taekwondo
Jungen
- Ulugʻbek Rashitov
Klasse bis 48 kg: Silber

### Turnen

#### Gymnastik
| Mädchen - Indira Ulmasova Einzelmehrkampf: 29. Platz Boden: 21. Platz Pferd: 13. Platz Stufenbarren: 30. Platz Schwebebalken: 25. Platz Mixed: Bronze (im Team Schwarz) | Jungen - Abdulaziz Mirvaliev Einzelmehrkampf: 27. Platz Boden: 16. Platz Pferd: 19. Platz Barren: 20. Platz Reck: 33. Platz Ringe: 19. Platz Seitpferd: 30. Platz Mixed: 8. Platz (im Team Blau) |

#### Trampolinturnen
Jungen
- Nikita Babyonishev
Einzel: 8. Platz
Mixed: 5. Platz (im Team Lila)

#### Rhythmische Sportgymnastik
Mädchen
- Yekaterina Fetisova
Einzel: 20. Platz
Mixed: 10. Platz (im Team Braun)

#### Akrobatik
- Arina Yulusheva
- Nikolai Jewdokimow
10. Platz
Mixed: 12. Platz (im Team Hellgrün)